# Usinens
Usinens is een gemeente in het Franse departement Haute-Savoie (regio Auvergne-Rhône-Alpes) en telt 339 inwoners (2004). De plaats maakt deel uit van het arrondissement Saint-Julien-en-Genevois.

## Geografie
De oppervlakte van Usinens bedraagt 7,6 km², de bevolkingsdichtheid is 44,6 inwoners per km².
De onderstaande kaart toont de ligging van Usinens met de belangrijkste infrastructuur en aangrenzende gemeenten.

## Demografie
Onderstaande figuur toont het verloop van het inwonertal (bron: INSEE-tellingen).